# Bazilika svatého Vavřince za hradbami
Bazilika svatého Vavřince za hradbami (italsky: Basilica Papale di San Lorenzo fuori le Mura) je farní kostel a bazilika maior nacházející se v Římě. Bazilika je jedním ze sedmi poutních kostelů v Římě a jedna z pěti patriarchálních (nyní papežských) bazilik, z nichž každá je přiřazena k některému patriarchátu. Tato bazilika byla přiřazena k titulárnímu Latinskému jeruzalémskému patriarchátu.
Je zde hrob patrona chrámu svatého Vavřince, jednoho z prvních sedmi římských jáhnů, umučeného roku 258, a dále prvomučedníka svatého Štěpána. Dalšími pohřbenými jsou například politik Alcide De Gasperi a pět papežů: svatý Zosimus, svatý Sixtus III., Hilarius, Damasus II. a blahoslavený papež Pius IX.

## Historie

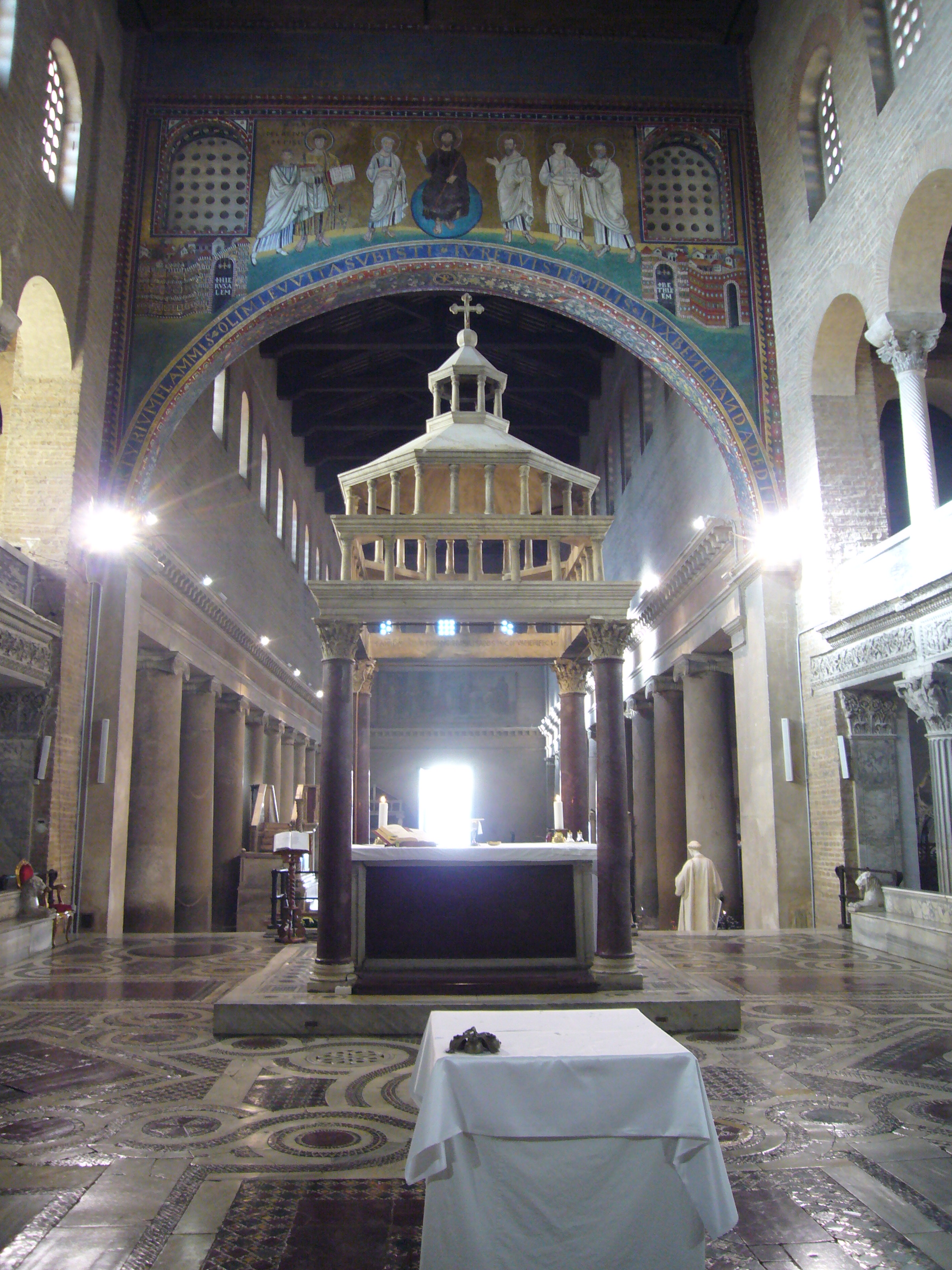
Interiér baziliky

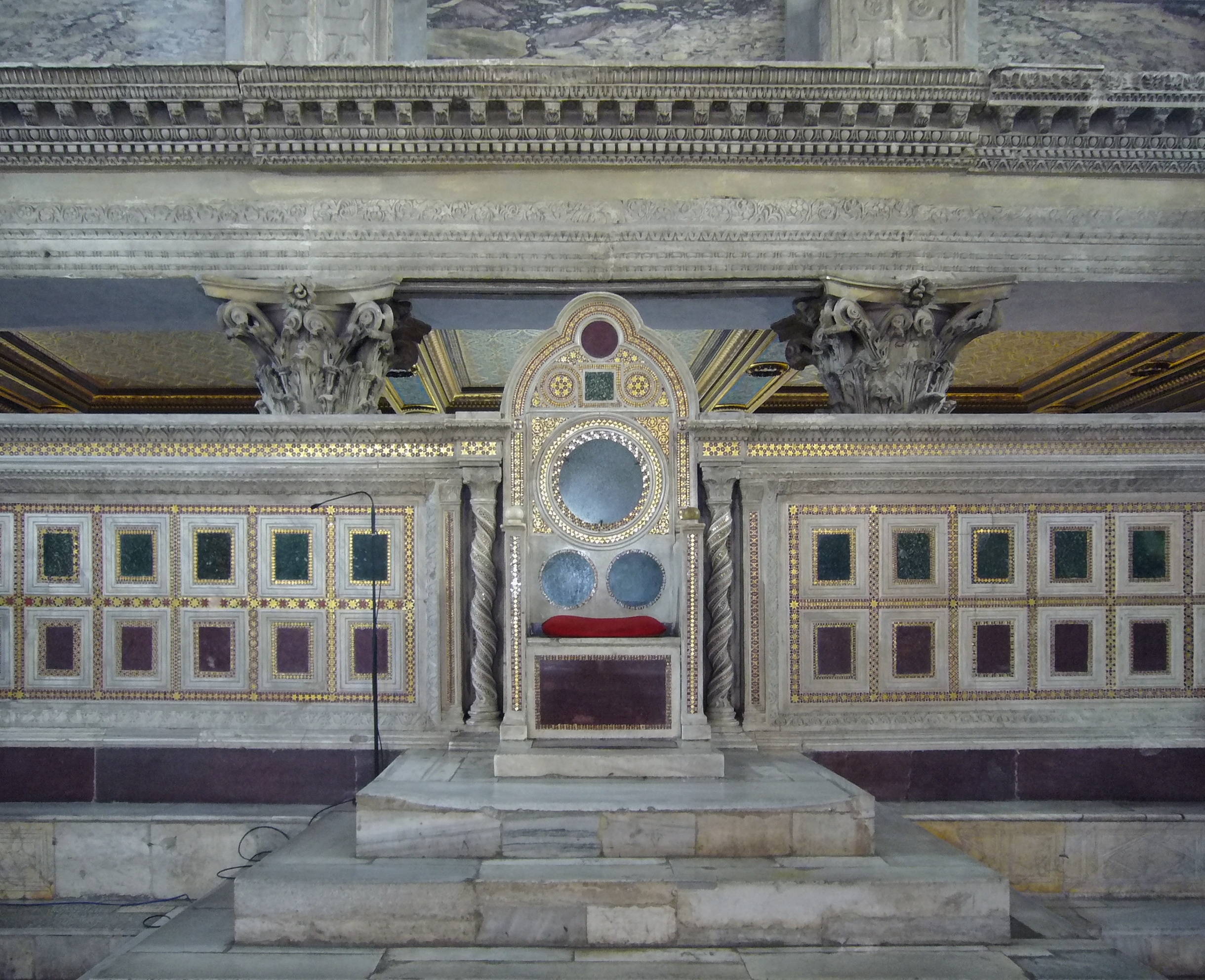
Papežský trůn

Před dnešní bazilikou se zde nacházelo malé oratorium postavené císařem Konstantinem I. Toto oratorium bylo postaveno na místě, na kterém se věří, že zde byl popraven svatý Vavřinec. Roku 580 zadal papež Pelagius II. na tomto místě stavbu kostela na počest mučedníka. V 13. století papež Honorius III. nařídil výstavbu dalšího kostela v přední části starší stavby. Byla zdobena freskami zobrazující život svatého Vavřince a prvního umučeného jáhna svatého Štěpána, který je pochován spolu se svatým Vavřincem v kryptě pod hlavním oltářem. Obě stavby byly sjednoceny v rámci programu obnovy města. Vykopávky odhalily několik dalších krypt různých lidí, pohřbených pod úrovní ulice. Zde byl pohřben svatý Hilarius.
Sloupoví má zdobení mozaikami v geometrickém stylu cosmatesco od řemeslnické rodiny Vassalettiů. Fresky ze 13. století byly v nedávné době zrekonstruovány. Sloupořadí zdobí dva starověké sarkofágy. Jeden ze sarkofágů byl asi v 7. století vyzdoben reliéfem hroznů. Od starého vchodu sem byli přesunuti dva románští kamenní lvi.
Zvonice byla postavena ve 12. století. Uvnitř hned u vchodu se nachází hrobka kardinála Guglielma Fieschiho, který zemřel roku 1256. Je pohřben ve starobylém sarkofágu s reliéfem pohanské svatební hostiny.
Chór a kazatelna mají též dekoraci ve stylu cosmatesco. Také je zde svícen se stejným zdobením pocházející ze 12. nebo 13. století.
Iónský sloup přímo za kazatelnou má reliéf žáby a ještěrky. Na triumfálním oblouku jsou byzantské mozaiky z 6. století, zobrazující Krista se svatými. Konfese (krypta) je pod hlavním oltářem, a lze tam vstoupit z hlavní lodi. Zde jsou pohřbeni oba dva mučedníci. Ostatky sem byli přivezeny papežem Pelagiem II. z Konstantinopole. Za hlavním oltářem je papežský oltář s nápisem jmen tvůrců, rodiny Cosmatiových, datovaný do roku 1148.
V letech 1374 až 1847 byla bazilika svatého Vavřince za hradbami kostelem titulárního latinského jeruzalémského patriarchy. Roku 1943, za 2. světové války bylo průčelí baziliky poničeno spojeneckým bombardováním, jež nenávratně zničilo fresky na fasádě. Při obnově, která trvala do roku 1948, byly odstraněny některé přístavby z 19. století.
K bazilice přiléhá velký hřbitov Campo Verano, a proto se zde často konají pohřby.

## Pohřbení
- Římský jáhen a mučedník Svatý Vavřinec
- Protomučeník Svatý Štěpán
- Papež Pius IX.
- Italský premiér Alcide De Gasperi, otec zakladatel Evropské unie, jeho hrob vyřezával Giacomo Manzù
- Svatý Hilarius